# The Midnight
Pour les articles homonymes, voir Midnight (homonymie).
The Midnight est un groupe américain de synthwave et de musique électronique.

## Histoire
The Midnight est un groupe de synthwave composé du chanteur-compositeur Jamison Tyler Lyle basé à Atlanta et du producteur, auteur-compositeur et chanteur danois basé à Los Angeles, Tim Daniel McEwan.
Le groupe a été formé à la suite d'une réunion de Lyle et McEwan lors d'un atelier de co-écriture en 2012 à North Hollywood, en Californie. Inspiré en partie par la partition de Drive, et le genre de synthé rétro grandissant autour de sa sortie, ils ont écrit deux singles, WeMoveForward et Gloria, qui allaient sortir deux ans plus tard en 2014 dans le cadre de leur premier album Days of Thunder. En 2016, le duo a sorti un LP de douze titres Endless Summer suivi en 2017 par la sortie de Nocturnal, qui est resté plusieurs semaines best-seller sur le site de distribution de musique Bandcamp et a atteint la 17e position sur le tableau Billboard's Dance/Electronic en octobre 2017. Le groupe a ensuite donné son deuxième concert à guichets fermés, au Globe Theatre de Broadway à Los Angeles en novembre 2017. Le groupe a eu de multiples collaborations avec Timecop1983, un autre producteur de synthé rétro. L'une des collaborations apparaît sur l'album Nocturnal sous le titre River of Darkness. L'autre collaboration entre eux apparaît dans l'album Night Drive de Timecop1983, sous le titre Static.
La devise du groupe est « mono no aware » (物 の 哀 れ), une phrase japonaise qui se traduit vaguement par « un sentiment de mélancolie nostalgique et la conscience que rien ne dure éternellement ».
En 2019, McEwan est apparu dans le documentaire The Rise of the Synths, qui explorait les origines et la progression de la musique synthwave. McEwan est apparu aux côtés de divers autres compositeurs, dont John Carpenter.
Le groupe a collaboré avec la chanteuse Nikki Flores (en) sur plusieurs chansons, comme Light Years.
Ladite chanteuse apparaît à nouveau dans Horror Show, qui paraît le 19 mars 2021, dans la musique Because The Night.

## Discographie

### Singles
| Titre       | Année | Album       |
| ----------- | ----- | ----------- |
| Deep Blue   | 2020  | Monsters    |
| Neon Medusa | 2021  | Horror Show |

### LP/EPs
- Days of Thunder (2014)
- Nocturnal (2017)
- Horrow Show (2021)

### Albums studios
- Endless Summer (2016)
- Kids (2018)
- Monsters (2020)
- Heroes (2022)

### Albums collaboratifs
- The Midnight Remixed 01 (2017)
- The Midnight Remixed 02 (2019)